# BSG Melsa Halle
Die BSG Melsa Halle war eine Betriebssportgemeinschaft aus Halle (Saale) in Sachsen-Anhalt.

## Geschichte
Nach dem Zweiten Weltkrieg wurde der Sportbetrieb in der SBZ bzw. in der DDR im Wesentlichen von kommunalen Sportgemeinschaften (SG) getragen. Ab etwa 1949 wurden die meisten Sportgemeinschaften sogenannten Trägerbetrieben zugeordnet und seitdem als Betriebssportgemeinschaft (BSG) bezeichnet.
Im Land Sachsen-Anhalt existierte seit 1949 die „Vereinigung Volkseigener Betriebe Maschinenbau und Elektrotechnik Sachsen-Anhalt“ (VVB Melsa). Die VVB Melsa war eine Verbundorganisation von Betrieben des Maschinenbaus und der Elektrotechnik aus verschiedenen Orten in Sachsen-Anhalt. Von den in Halle ansässigen Melsa-Betrieben wurde die BSG Melsa Halle getragen.
Die Fußball-Herrenmannschaft der BSG Melsa Halle erreichte 1950 die erste Hauptrunde des FDGB-Pokals, schied aber nach einer 2:7-Niederlage gegen die BSG Sachsenverlag Dresden aus. Die Nachwuchsfußballer der BSG gewannen 1951 den Junge Welt-Pokal.
Die Kegler der BSG Melsa Halle wurden 1950 DDR-Meister.
Die VVG Melsa wurde 1951 wieder aufgelöst. Ob die von ihr getragene BSG in Halle unter anderem Namen bzw. neuer Trägerschaft fortbestand, ist nicht bekannt.

## Persönlichkeiten
Kurt Vorkauf war 1951 Trainer der Fußballmannschaft der BSG Melsa Halle.